# Usechimorpha barberi
Usechimorpha barberi là một loài bọ cánh cứng trong họ Zopheridae. Loài này được Blaisdell miêu tả khoa học năm 1929.